# انلیل-ناصیر دوم
اِنلیل-ناصیر دوم از سال ۱۴۲۰ تا ۱۴۱۵ پیش از میلاد پادشاه آشور بود. او برادر آشور-ندین-آهه یکم شاه پیشین بود که با انجام کودتا، برادرش را از پادشاهی خلع کرد و خود به پادشاهی آشور رسید.